# Dijon Football Côte d'Or Femenino
El Dijon Football Côte d'Or Femenino (pronunciación en francés: /diʒɔ̃ futbol kot dɔʁ/; conocido como Dijon FCO o solo Dijon) es un club de fútbol femenino de Francia, con base en la ciudad de Dijon. Es la sección femenina del Dijon FCO desde el 2006, y se volvió profesional en 2010 luego de fusionarse con el l'Association Sportive et Culturelle Saint-Apollinaire. El equipo actualmente juega en la Première Ligue, la primera categoría del fútbol femenino francés.